# 22 vendémiaire
22 jour complémentaire 22 brumaire
Le duodi 22 vendémiaire, officiellement dénommé jour de la pêche, est le 22e jour de l'année du calendrier républicain.
C'était généralement le 13e jour du mois d'octobre dans le calendrier grégorien.

## Événements
- Première bataille de Wissembourg le 22 vendémiaire an II.